# Projekt 23370
Projekt 23370 (rusky: проект 23370) je třída víceúčelových záchranných lodí ruského námořnictva. Jejich hlavním úkolem je provádění misí SAR. Postaveno bylo celkem 12 jednotek základního modelu projekt 23370, přičemž objednány byly další tři kusy vylepšeného modelu projekt 23370M.

## Pozadí vzniku
Třídu staví ruská loděnice KAMPO ve městě Orechovo-Zujevo. Nejprve bylo v letech 2013–2015 postaveno 12 jednotek projektu 23370. Později byla objednána stavba tří zdokonalených záchranných lodí projektu 23370M. Celá trojice má být dodána v letech 2016–2018.

## Konstrukce

### Projekt 23370
Plavidla jsou vybavena sonarem EdgeTech-4125 a přetlakovou komorou pro potápěče. Pohonný systém tvoří dva diesely, každý o výkonu 380 hp. Lodní šrouby jsou dva. Nejvyšší rychlost dosahuje 10 uzlů.

### Projekt 23370M
Plavidla mají větší rozměry a výtlak. Dosáhnou rychlosti až 13 uzlů.